# Qtrax
Qtrax è una piattaforma P2P, creata da Allan Klepfisz,  dalla quale è possibile scaricare musica gratis legalmente.
Gli introiti ricavati dalla pubblicità del sito internet dedicato alla piattaforma sono destinati alle case discografiche Universal, Sony-BMG, EMI e Warner e ai loro artisti. Il software utilizzato è basato su Songbird.

## Storia
Qtrax è stato presentato la prima volta al MidemNet di Cannes a gennaio 2008.
QTrax avrebbe dovuto esordire alle ore 24.00 del 27 gennaio 2008 negli Stati Uniti, con la possibilità di scaricare il software necessario al download e all'ascolto della musica dal relativo sito web.
Il 28 gennaio 2008 però, la Warner Bros. Records ha dichiarato che non era stato raggiunto alcun accordo con le altre major discografiche riguardo al loro contributo al progetto QTrax e che le trattative erano ancora in fase di definizione.
Nel giugno 2008, i download vengono abilitati per gli utenti degli Stati Uniti.

## DRM
Nonostante le canzoni siano liberamente scaricabili, tramite tecnologia DRM vengono imposte alcune limitazioni quali l'impossibilità di riversare su CD-R le tracce e la compatibilità con lettori mp3 iPod.
Tramite DRM inoltre si viene a sapere quante volte la canzone viene ascoltata e si pagano i diritti all'autore.